# Kinoshita Kosuke
Kinoshita Kosuke (木下 康介 Kinoshita Kōsuke, sinh ngày 3 tháng 10 năm 1994) là một cầu thủ bóng đá người Nhật Bản thi đấu cho Halmstads BK. Anh là cầu thủ đầu tiên đến từ Nhật Bản thi đấu ở Allsvenskan, giải bóng đá cao nhất Thụy Điển.